# Paoli (Oklahoma)
Paoli é uma cidade  localizada no estado norte-americano de Oklahoma, no Condado de Garvin.

## Demografia
Segundo o censo norte-americano de 2000, a sua população era de 649 habitantes.
Em 2006, foi estimada uma população de 659, um aumento de 10 (1.5%).

## Geografia
De acordo com o United States Census Bureau tem uma área de
0,8 km², dos quais 0,8 km² cobertos por terra e 0,0 km² cobertos por água. Paoli localiza-se a aproximadamente 290 m acima do nível do mar.

## Localidades na vizinhança
O diagrama seguinte representa as localidades num raio de 20 km ao redor de Paoli.